# Junshiro Kobayashi
Junshiro Kobayashi –en japonés, 小林潤志郎, Kobayashi Junshirō– (Hachimantai, 11 de junio de 1991) es un deportista japonés que compite en salto en esquí. Su hermano Ryoyu también compite en salto en esquí.
Ganó una medalla de bronce en el Campeonato Mundial de Esquí Nórdico de 2019, en el trampolín grande por equipo.
Participó en dos Juegos Olímpicos de Invierno, en los años 2018 y 2022, ocupando el quinto lugar en Pekín 2022, en la prueba de trampolín grande por equipo.

## Palmarés internacional
| Campeonato Mundial | Campeonato Mundial | Campeonato Mundial | Campeonato Mundial |
| Año                | Lugar              | Medalla            | Prueba             |
| ------------------ | ------------------ | ------------------ | ------------------ |
| 2019               | Seefeld (Austria)  | Medalla de bronce  | TG por equipo      |